# Districtul Pa Bon
Pa Bon (în thailandeză ป่าบอน) este un district (Amphoe) din provincia Phatthalung, Thailanda, cu o populație de 43.981 de locuitori și o suprafață de 380,844 km².

## Componență
Districtul este subdivizat în 5 subdistricte (tambon), care sunt subdivizate în 48 de sate (muban).
| Nr. | Nume       | În thailandeză | Sate | Locuitori |  |
| --- | ---------- | -------------- | ---- | --------- |  |
| 1.  | Pa Bon     | ป่าบอน          | 10   | 9,542     |  |
| 2.  | Khok Sai   | โคกทราย        | 12   | 10,020    |  |
| 3.  | Nong Thong | หนองธง         | 9    | 9,074     |  |
| 4.  | Thung Nari | ทุ่งนารี          | 9    | 8,765     |  |
| 6.  | Wang Mai   | วังใหม่          | 8    | 6,580     |  |

Geocode 5 is not used.